# Marie et Madeleine
Pour plus de détails, voir Fiche technique et Distribution.
Marie et Madeleine est un téléfilm français de Joyce Buñuel tourné en 2007.

## Synopsis
Quelques jours avant le débarquement, Madeleine, dite Mado (Sandy Lobry), résistante et prostituée dans la maison close Les Bleuets à Dieppe, assomme un officier allemand détenteur de secrets stratégiques. Son frère Julien (Renaud Cestre), résistant lui aussi et présent à ce moment aux Bleuets où il cache des armes, vient au secours de sa sœur et subtilise au passage les papiers secrets de l’Allemand. Pour échapper aux nazis, Mado et Julien se réfugient avec les filles des Bleuets dans un couvent tenu par la sœur Suzanne (Michèle Bernier) et y font la rencontre de Marie (Élodie Fontan), une novice.

## Fiche technique
- Titre original : Marie et Madeleine
- Réalisation :
- Scénario :
- Photographie :
- Montage :
- Musique :
- Pays d'origine :
- Langue originale :
- Format : couleur
- Genre :
- Durée :

## Distribution
- Michèle Bernier : Sœur Suzanne
- Carole Richert : Berthe Baron
- Sandy Lobry : Mado
- Élodie Fontan : Marie
- Sara Giraudeau : Josy
- Renaud Cestre : Julien
- Camille Ghanassia : Virginie
- Franck de la Personne : Junot
- Bernadette Le Saché : Sœur Scholastique
- Olivier Broche : Richard Manceaux
- Wolfgang Pissors : Mensch
- Vincent Nemeth : Fritz Fischer
- Thaïs Fischer : Marguerite
- Eva Mazauric : Sandra
- Sandrine Molaro : Julie
- Stefan Elbaum : Pierre
- Laurent Spielvogel : Elmer
- Franck Jouglas : Noé
- Josiane Pinson : Sœur Eulalie
- Catherine Artigala : Sœur cuisinière
- Jean-Carol Larrivé : Prêtre
- Jean-Noël Martin : Client Bleuet
- Philippe Pujolle : Client juge Grussan
- Patrick Pierron : Soldat costaud
- Christian Clessi : Soldat
- Thierry Stein : Milicien
- Emmanuel Thomas : Jeune partisan
- Jean-Claude Cloarec : Client Bleuet (non crédité)